# 灣仔北公共運輸交匯處

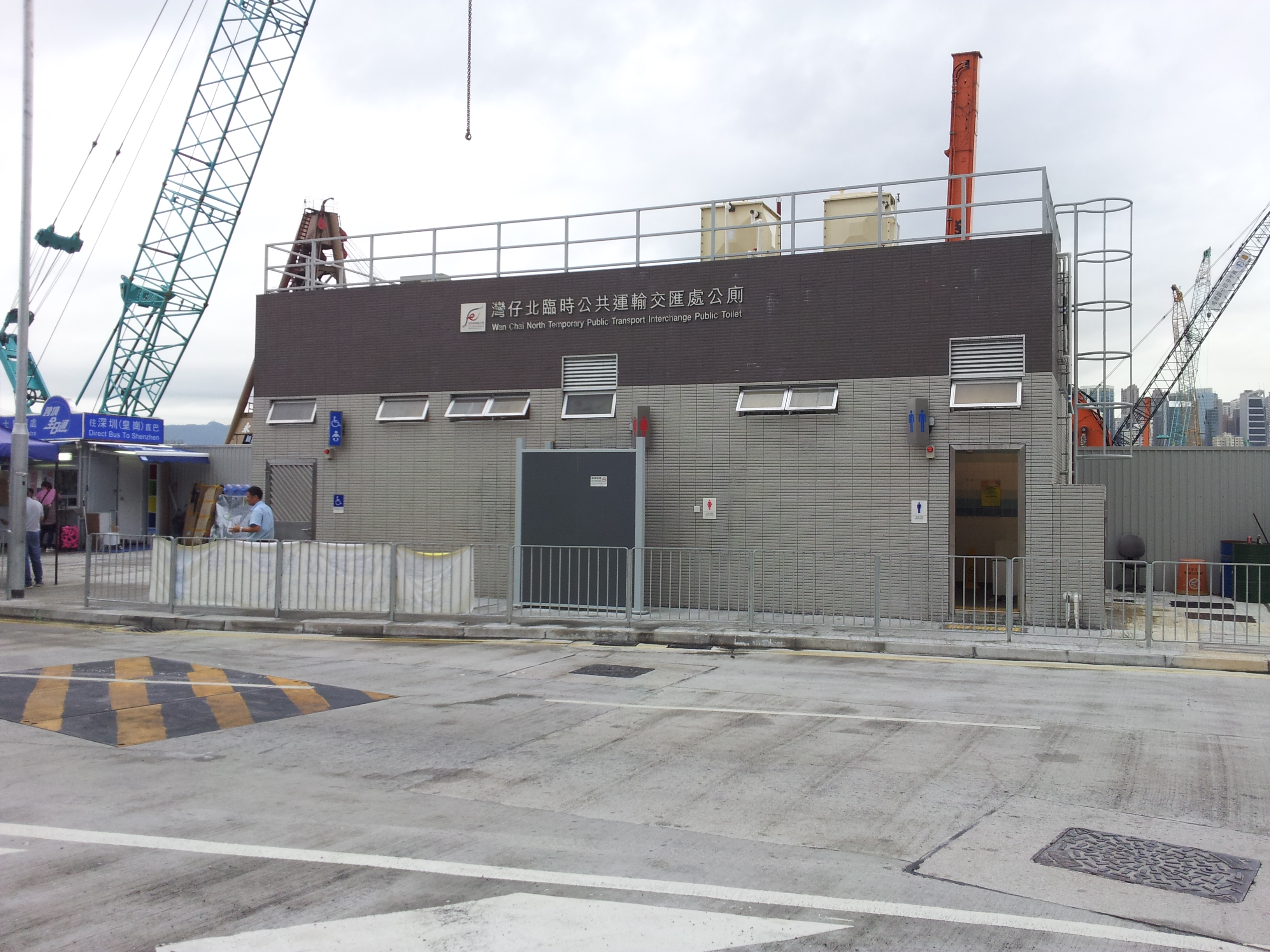
「灣仔北臨時公共運輸交匯處」公廁

灣仔北臨時公共運輸交匯處（Wan Chai North Temporary Public Transport Interchange），位於灣仔區灣仔北鴻興道灣仔運動場對面，即鴻興道與馬師道交界處西北面之新填海地段，鄰近新灣仔渡輪碼頭，設有坑狀巴士總站及跨境巴士總站，2022年5月14日停用。
此站乃為替代因港鐵沙田至中環綫會展站工程而暫停使用的灣仔碼頭公共運輸交匯處而設，於2015年5月17日啟用

## 歷史
為配合港鐵沙田至中環綫工程，原有之灣仔碼頭公共運輸交匯處連同其旁的港灣道體育館須闢作會展站之建築地盤。當局遂在鴻興道北面近灣仔運動場的新填地闢建一臨時公共運輸交匯處，於沙田至中環綫施工期間暫時替代灣仔碼頭公共運輸交匯處的角色。
灣仔北臨時公共運輸交匯處定於2015年5月17日01:00起啟用，各原本以灣仔碼頭及灣仔（港灣道）為總站的巴士路線將悉數遷入。

## 關閉前路線資料

### 新巴2A線
- 耀東邨 ↔ 會展站

1994年5月2日配合耀東邨發展投入服務，途經西灣河、鰂魚涌、北角、炮台山、銅鑼灣。

### 新巴2X線
- 西灣河（嘉亨灣） ↔ 會展站

1999年7月2日投入服務，由新巴營辦，是一條港島特快路線，來往筲箕灣及灣仔碼頭，來回程繞經愛秩序灣。途經愛秩序灣、西灣河、東區走廊、天后、銅鑼灣。

### 新巴8號線
- 杏花邨 ↔ 會展站

於1949年11月12日投入服務，當時為港島北岸流水線之一，2006年2月11日經服務重組後縮短至由杏花邨開出並升格為特快路線，現時由新巴營運，途經柴灣工業城、環翠街市、康翠臺、興民邨、東區走廊、天后及銅鑼灣。

### 新巴8P線
- 小西灣（藍灣半島） ↔ 會展站

於1998年9月1日投入服務，當時此路線定位為8號線的輔助路線。1998年10月19日提升至每天全日雙向服務。現時由新巴營運，途經柴灣、東區走廊、天后及銅鑼灣。

### 新巴N8線
- 杏花邨（常達街） ↺ 鰂魚涌（祐民街）

### 城巴25A線
- 會展站 ↺ 寶馬山

### 城巴40線
- 華富（北） ↔ 會展站

於1975年1月1日投入服務，取代原有的4號線「特別快車」，1978年7月24日總站由華富（南）巴士總站遷至華富（北）巴士總站，途經置富花園、薄扶林、瑪麗醫院、香港大學、半山區及金鐘。

### 城巴40M線
- 華富（北） → 會展站

於1980年5月1日投入服務，途經薄扶林、瑪麗醫院、香港大學、半山區、中環及金鐘。

### 過海隧道巴士905、905A線
905
- 荔枝角 ↔ 會展站

於1997年5月1日投入服務，為香港第一批行走西區海底隧道日間巴士路線之一，前身為途經紅磡海底隧道的105線，現時由九巴及新巴聯合營運，途經美孚新邨、長沙灣、深水埗、旺角、大角咀、西區海底隧道、石塘咀、西營盤、上環、中環及金鐘。
905A
- 會展站 → 荔枝角

### 過海隧道巴士930、930A線
930
- 荃灣西站 ↔ 會展站（常規班次）（原總站：灣仔碼頭）
- 會展站 → 荃灣（愉景新城）（特別班次）

提供荃灣市中心、大窩口、葵涌邨、葵興及葵芳來往中區及金鐘的巴士服務，去程加停銅鑼灣，於1997年5月1日隨西區海底隧道通車翌日而投入服務，2012年7月29日延長為來往此站至灣仔碼頭，由城巴獨自經營，是荃灣及葵涌區唯一全日服務的過海隧道巴士線。
930A
- 荃灣西站 → 會展站（上午班次）
灣仔（菲林明道） → 荃灣（愉景新城）（下午班次）（原總站：灣仔碼頭）

提供荃灣西站及楊屋道附近住宅群往中區及金鐘的特快巴士服務，去程並加停西營盤，回程並加停石塘咀，於2009年1月5日投入服務，由城巴獨自經營，祇於平日星期一至五早上開出固定班次2班（08:00、08:10），並於2011年8月15日增設兩班回程班次，逢星期一至五下午18:15及18:45由金鐘（東）開出，途經林士街天橋及石塘咀後直往楊屋道及荃灣西站。2012年2月6日起延長路線，早上班次延長至灣仔碼頭，下午班次延長由灣仔（告士打道）近六國酒店開出，2012年7月29日起下午班次改由灣仔碼頭開出，並延長至愉景新城作終站。

### 過海隧道巴士960線
- 屯門（建生邨） ↔ 會展站

由九龍巴士營運的一條路線，提供屯門建生、良景、大興及屯門市中心來往港島中區及灣仔的巴士服務，於1997年5月1日起隨西區海底隧道通車翌日而投入服務。

### 過海隧道巴士978、978A、978B線
- 978：粉嶺（華明） ↔ 會展站

由373A線重新編號而成，由九龍巴士獨自經營的一條路線，提供粉嶺南（華明、欣盛苑、牽晴間、嘉福）及上水來往上環、中環、金鐘及灣仔的巴士服務。於2001年9月15日起投入服務。於2015年8月22日起更改路線編號為978。
- 978A：粉嶺（聯和墟） ↔ 會展站

978線的特別班次，提供聯和墟及上水來往上環、中環、添馬艦及灣仔的巴士服務。於2015年8月24日起投入服務。於2020年8月24日增設回程服務。
- 978B：粉嶺（置福圍） → 會展站

978線的特別班次，提供粉嶺南（嘉福）及上水往上環、中環、添馬艦及灣仔的巴士服務。於2015年8月24日起投入服務。

### 過海隧道巴士P960線
- 兆康站（北） ↔ 會展站

### 灣仔跨境全日通
- 灣仔北↔皇崗口岸